# 南投興聖堂
23°54′15″N 120°41′09″E / 23.904226°N 120.685852°E
南投興聖堂，是位於臺灣南投縣南投市三興里、南投高商對面的石頭公廟，兼作三和三興里民集會所。

## 廟宇歷史
南投縣政府民政局寺廟登記承辦人李青融表示，早年在南投高商北側的山溝有一塊略像坐狀人形的石頭，一度曾被撿回居民集中的聚落，後又被丟棄當地就連續發生不安的事故，附近居民遂再度把這粒石頭撿回供奉於在現址南投高商校園內的大榕樹下。日治時期，由當地居民簡貓募款建立廟宇，稱為「興聖堂」。三興里和三和里的居民會將土地登記在此石頭公名下，至少有六筆之多，總面積不下數千坪。
1913年，廟身毀於風雨，三興里居民詹坤、張知高向庄民募款，於當年夏興工，一個月即竣工，落成後兼作三塊厝的公廳。相傳香火衰退的原因，是日治末期，日本官廳將此石頭放於學校的儲藏室，後來有琉球女性就在室內生產育嬰，導致瀆神。
戰後，1960年政府為拓寬道路及創辦南投商職，徵收廟方土地，廟宇才遷至南投高職對面的彰南路一段992號，但石頭遺失，於是信徒找來一塊溪石加繪眼睛及嘴巴來恭奉。三興里里民張同泉表示，興聖堂信徒曾向民政局申請寺廟登記，但民政廳認為主神屬自然物，並非法定的正神，不同意該堂成立廟會組織。信徒便以關聖帝君作名義主神、並祀開臺聖王，但依然以祈求石頭公為主。

## 祭祀活動

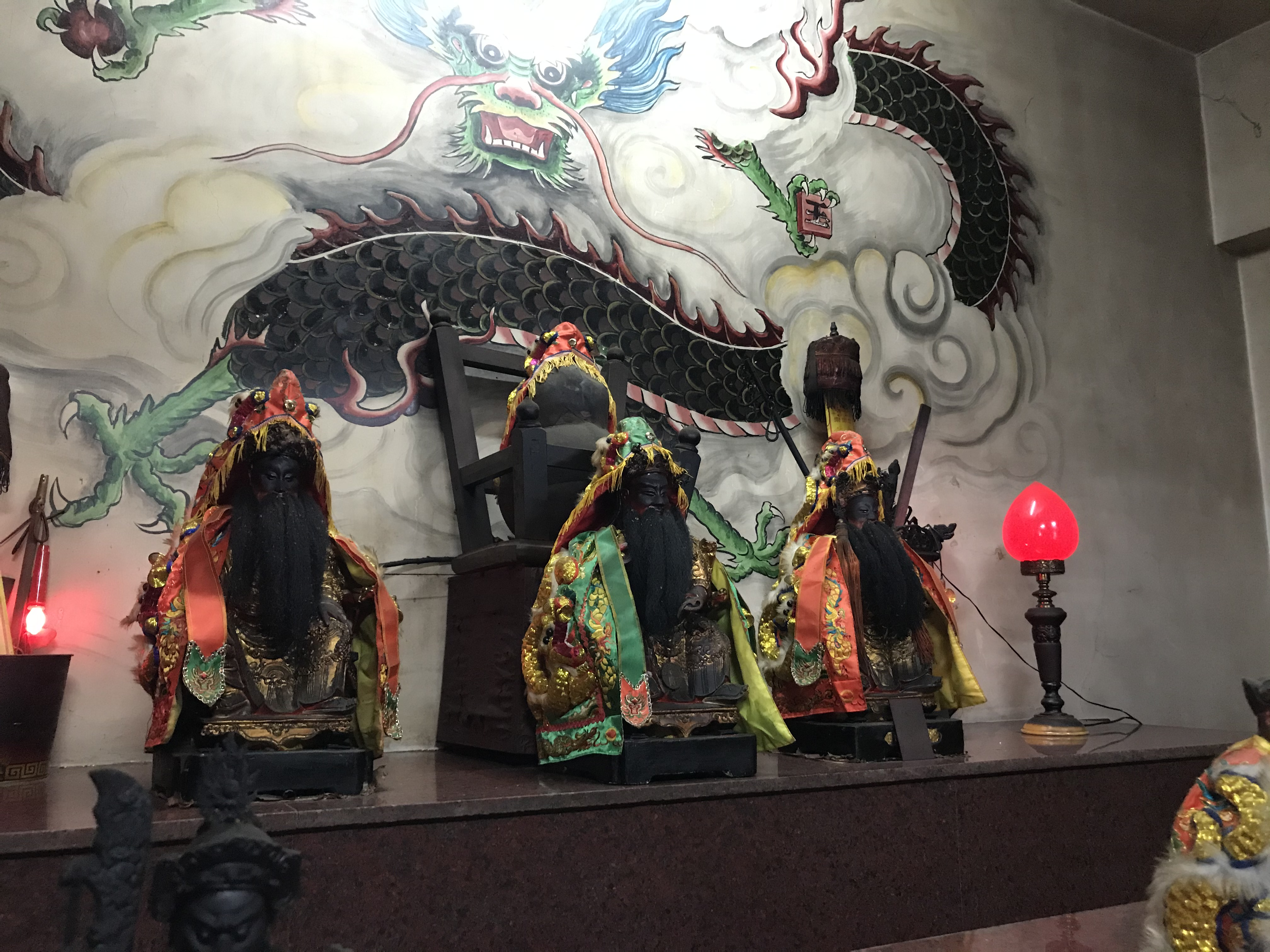
石頭公

日治時期，信徒會禱告願將子女給此石頭公做契子，並以農曆一月十九日作石頭公神誕。該日，也是茄苳腳永和宮石頭公誕辰日，廟址也同樣在彰南路。
過去農曆一月石頭公神誕、三月的媽祖神誕、十月的三官大帝祭典，庄民會備以牲禮來南投興聖堂祭拜，媽祖祭典時還會邀南投配天宮媽祖神像前來。但1987年報導時，僅餘十月的三官大帝祭典較盛大。大家樂風行期間，賭迷向此石頭公以沙盤祈求明牌者不少。

## 徵收事件

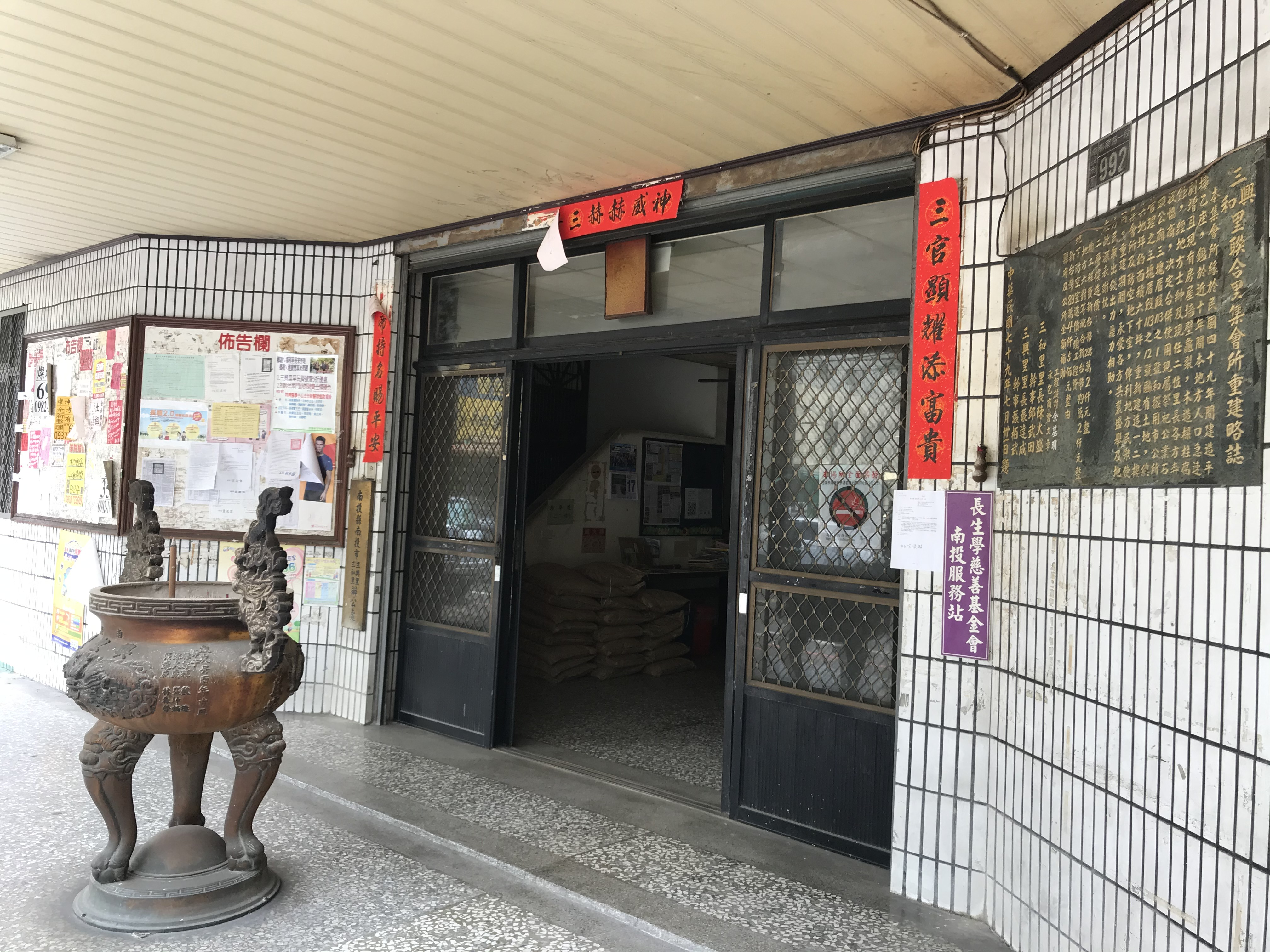
大門對聯

一塊位在南投高商大門前、四百多坪的土地是登記在此石頭公名下。1980年，臺灣省政府專案補助下，南投縣政府計畫以一百萬元補償費徵收此地作校地，但因地籍圖上登記的是石頭公，又無法定管理委員會，補償費無法發放。依法，政府土地徵收經催告後，如仍未見認領，可請法院受理提存完成徵收手續，可是此時石頭公沒有姓名，且未經催告，法院也不敢受理提存，導致南投高商佔用地的徵收工作無法完成。南投鎮公所便建議國有財產局，直接「沒收」石頭公土地，再撥交鎮公所興建活動中心，但有關單位表示無法令依據。最後，南投縣政府地政科依據《提存法施行細則》以公告方式，限令石頭公在一定期限內，出面領取補償費，如逾期未領，就逕送法院提存，了結此案。此事件被當地老百姓引為趣談，成為1981年的新聞。